# أنطونيو لومانتو جونيور
أنطونيو لومانتو جونيور (29 نوفمبر 1924 - 23 نوفمبر 2015) كان سياسيًا برازيليًا. شغل منصب حاكم ولاية باهيا من عام 1963 إلى عام 1967، وأصبح أصغر حاكم في تاريخ باهيا، وكذلك عضوًا في مجلس النواب الفيدرالي ممثلاً لولاية باهيا من عام 1979 حتى عام 1987. كما شغل منصب عمدة مدينة جيكي لعدة فترات غير متتالية في المنصب.
ولد لومانتو في جيكي في باهيا في 29 نوفمبر 1924. بدأ حياته السياسية كعضو مجلس محلي لجيكي من عام 1947 إلى عام 1951. ثم شغل منصب عمدة مدينة جيكي من عام 1951 إلى عام 1955 ومرة أخرى من عام 1959 إلى عام 1963. وانتُخب لومانتو بين عامي 1955 و1959 لعضوية الجمعية التشريعية للولاية في باهيا.
في عام 1962 تم انتخاب لومانتو حاكمًا لمقاطعة باهيا. تم تنصيبه في 7 أبريل 1963 عن عمر يناهز 37 عامًا ليصبح أصغر حاكم منتخب في باهيا في تاريخ الولاية. شغل منصب الحاكم حتى عام 1967. خلال فترة ولايته أشرف لومانتو على إنشاء العديد من الطرق الرئيسية والطرق السريعة بما في ذلك BR-101 والتي دمجت جنوب باهيا مع بقية الولاية، بالإضافة إلى تركيب الكهرباء في جميع أنحاء الولاية لأول مرة. كما أعاد بناء تياترو كاسترو ألفيس وهو مركز ثقافي في سلفادور وبنى أفينيدا دو كونتورنو في عاصمة الولاية. تضمنت مشاريعه الرئيسية الأخرى للبنية التحتية جسر بونتي دو بونتال فوق بايا دو بونتال في إلهيوس.
شغل لاحقًا منصب عضو مجلس الشيوخ في مجلس النواب الفيدرالي للبرازيل من 1979 إلى 1987. عاد لومانتو مرة أخرى كرئيس لبلدية جيكي من 1993 إلى 1997، وكان آخر منصب سياسي له قبل تقاعده من السياسة.
توفي لومانتو جونيور بسبب فشل العديد من الأعضاء والفشل الكلوي في مستشفى بورتوغيز في سلفادور في باهيا في 23 نوفمبر 2015، عن عمر يناهز 90 عامًا. نُقل إلى المستشفى منذ 4 أكتوبر 2015 بعد أن تدهورت صحته.